# Enclos paroissial du Faou
L'enclos paroissial du Faou était un enclos paroissial situé dans la commune du Faou (Finistère, Bretagne). Il inclut l'église Saint-Sauveur et une porte monumentale. L'église est inscrite monument historique en 1932. Le cimetière et sa croix ont été déplacé tandis que l'ossuaire a été détruit.

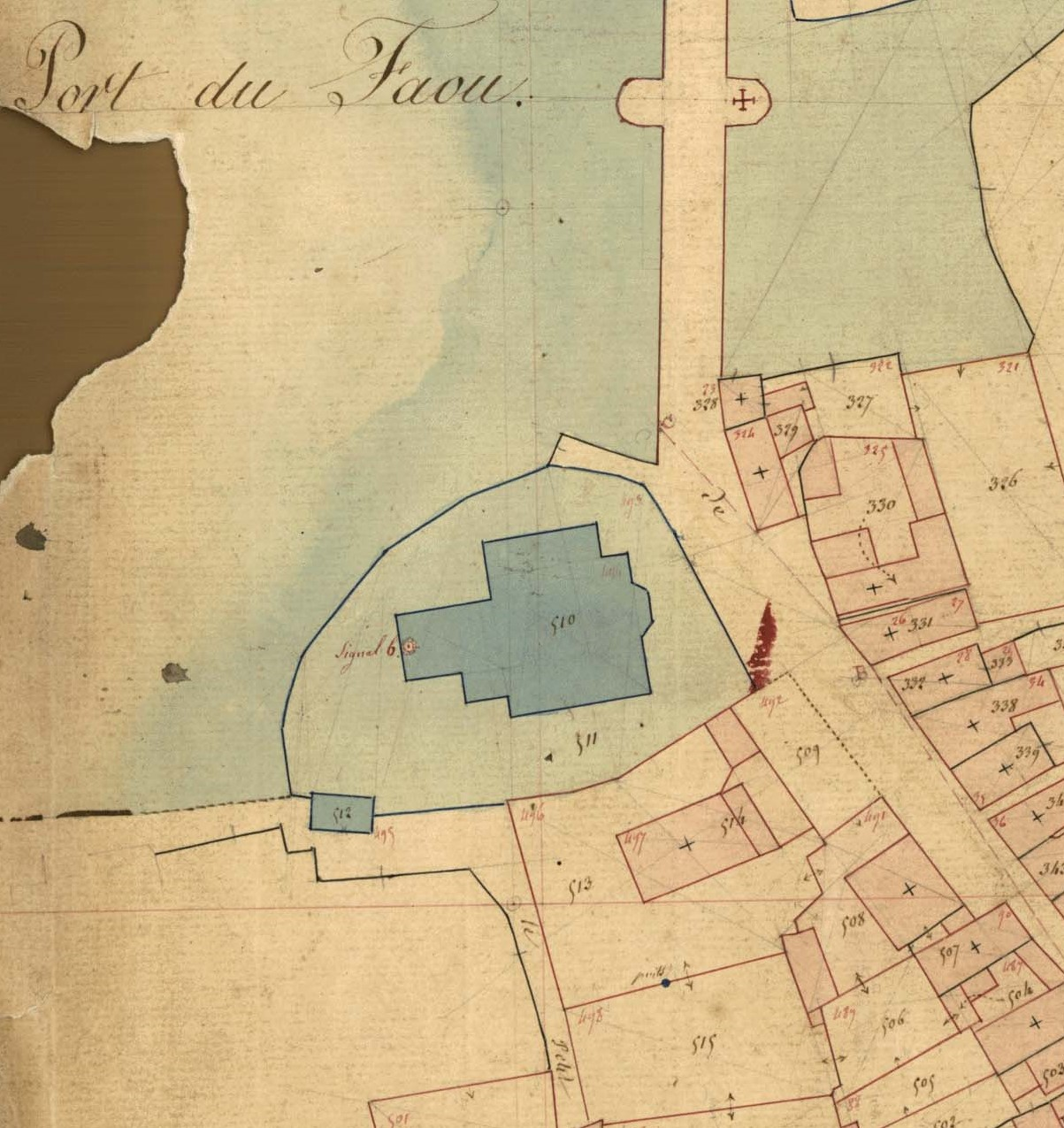
L'enclos sur le plan du cadastre napoléonien, en 1845. 510 : l'église ; 511 : le cimetière ; 512 : reliquaire (l'ossuaire) ; la porte se trouve vers la tache rouge.

## Les éléments de l'enclos

### L'enceinte et la porte monumentale
L'enclos a été démantelé à la fin du XIXe siècle. Il n'en reste plus qu'une porte monumentale (XVIIe siècle) et une partie du placître où a été installé le monument aux morts de la ville. L'essentiel du placître a été supprimé lors de l'aménagement d'une route.

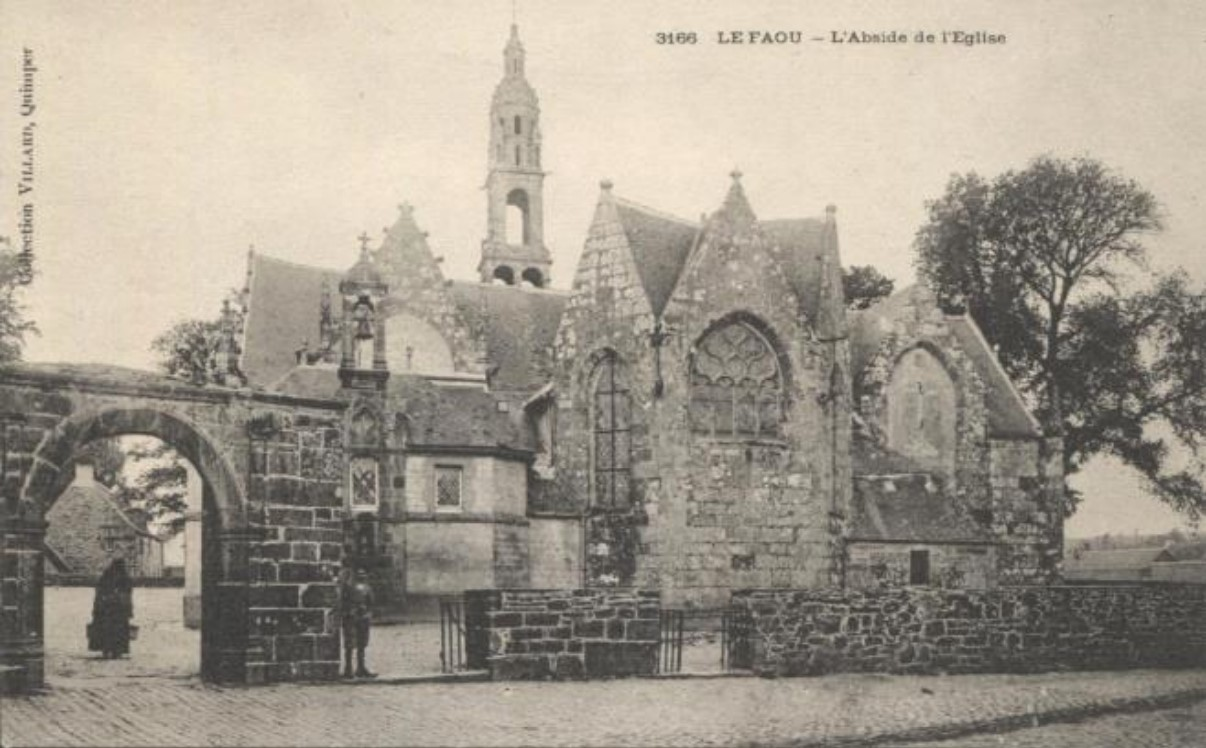
La clôture de l'enclos et la porte monumentale (fin du XIXe siècle-début XXe siècle)

### L'ossuaire
L'ossuaire a été construit en 1603 dans la partie sud-ouest de l'enclos. Il a été démantelé en 1892 afin d'élargir une route.

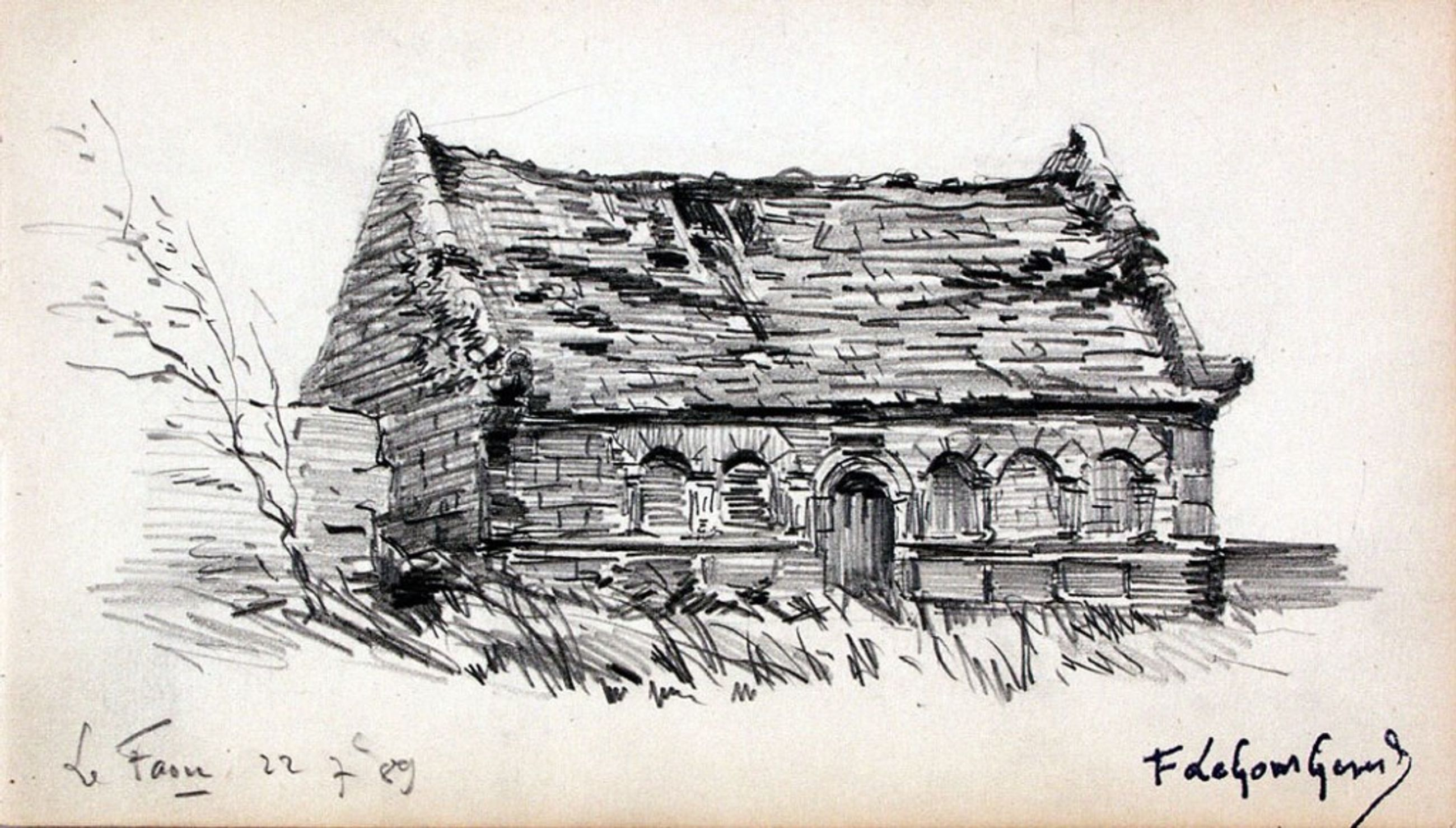
L'ossuaire en 1889.

### Le cimetière et la croix
Le cimetière et la croix se trouvaient initialement dans l'enclos. Le cimetière a été déplacé en 1866, et la croix y a ensuite été réinstallé, après restauration, en 1876 (date sur le socle). Le cimetière a été déplacé en dehors de la ville pour des raisons hygiénistes, suite à une épidémie de choléra.

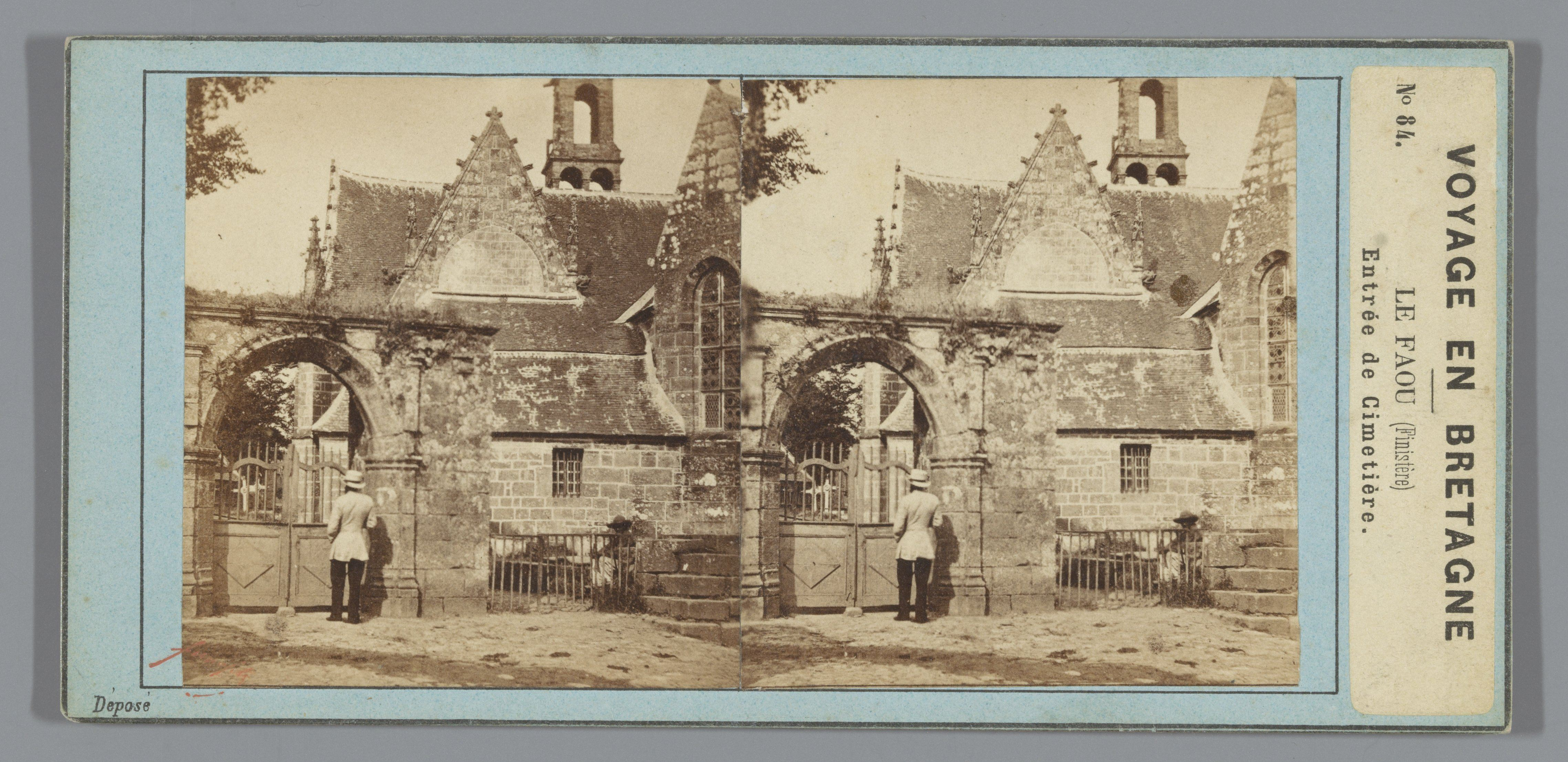
La porte de l'enclos. Des tombes sont visibles au-delà de la grille, et peut-être l'angle de l'ossuaire.
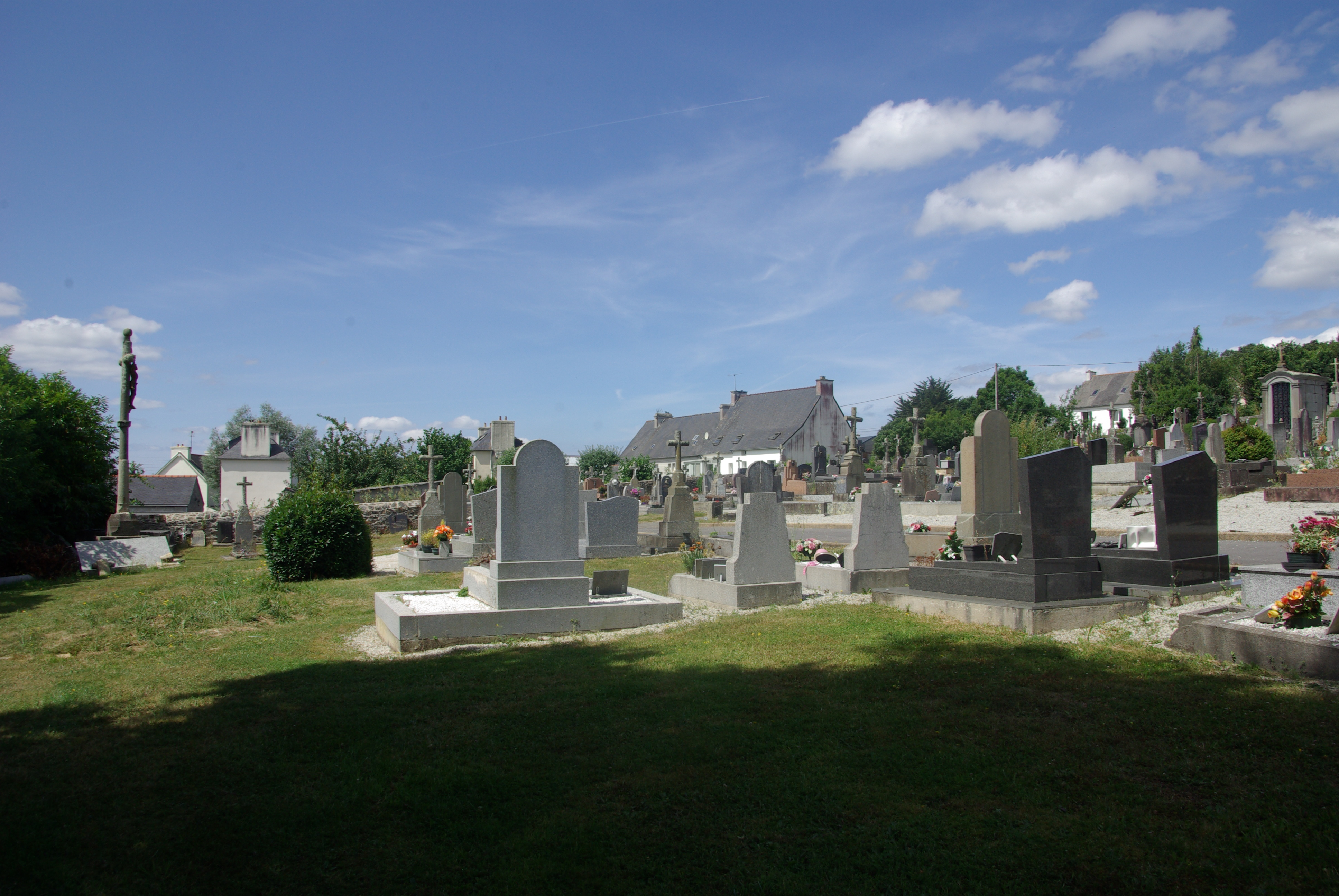
L'actuel cimetière.
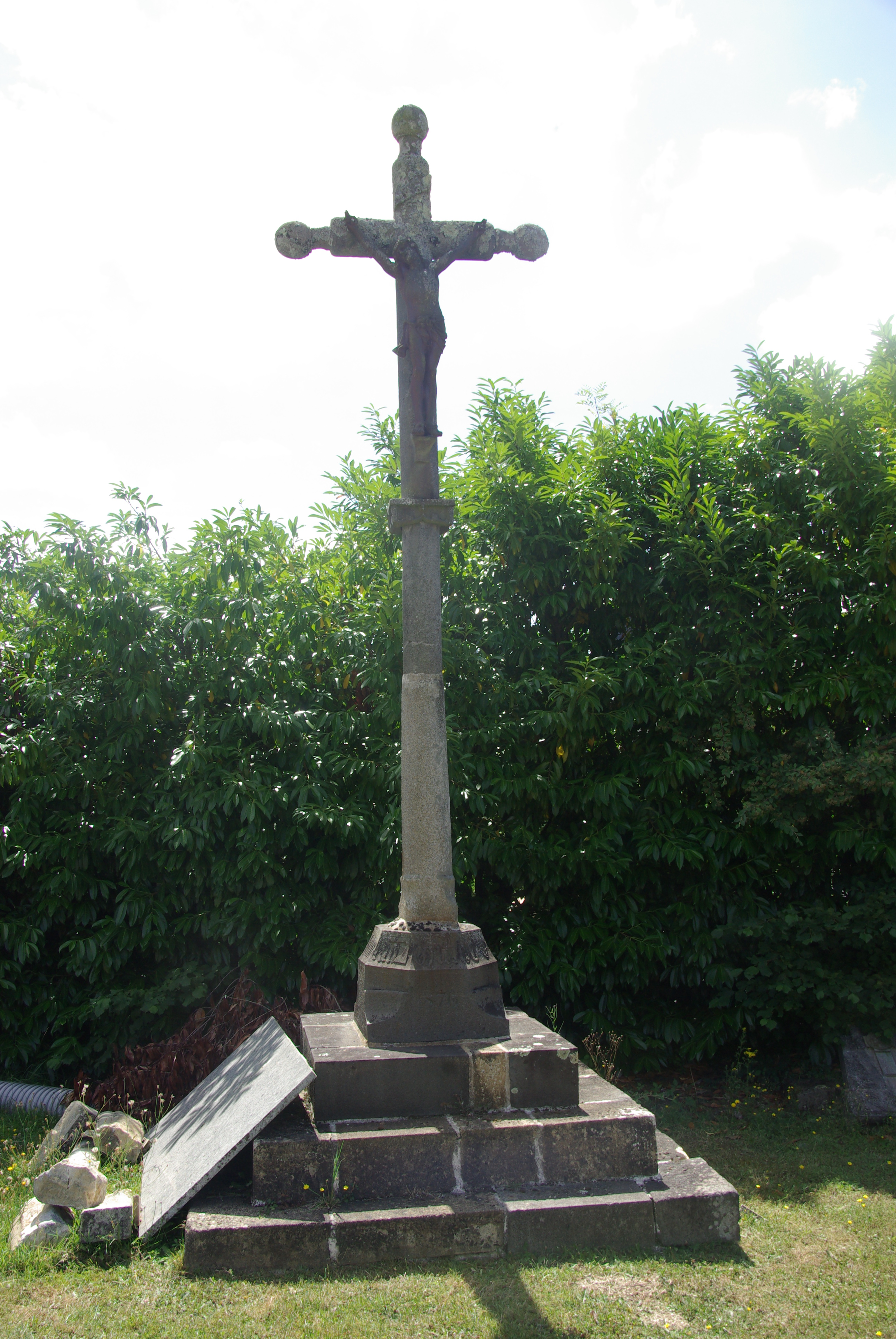
La croix du cimetière.

## Galerie

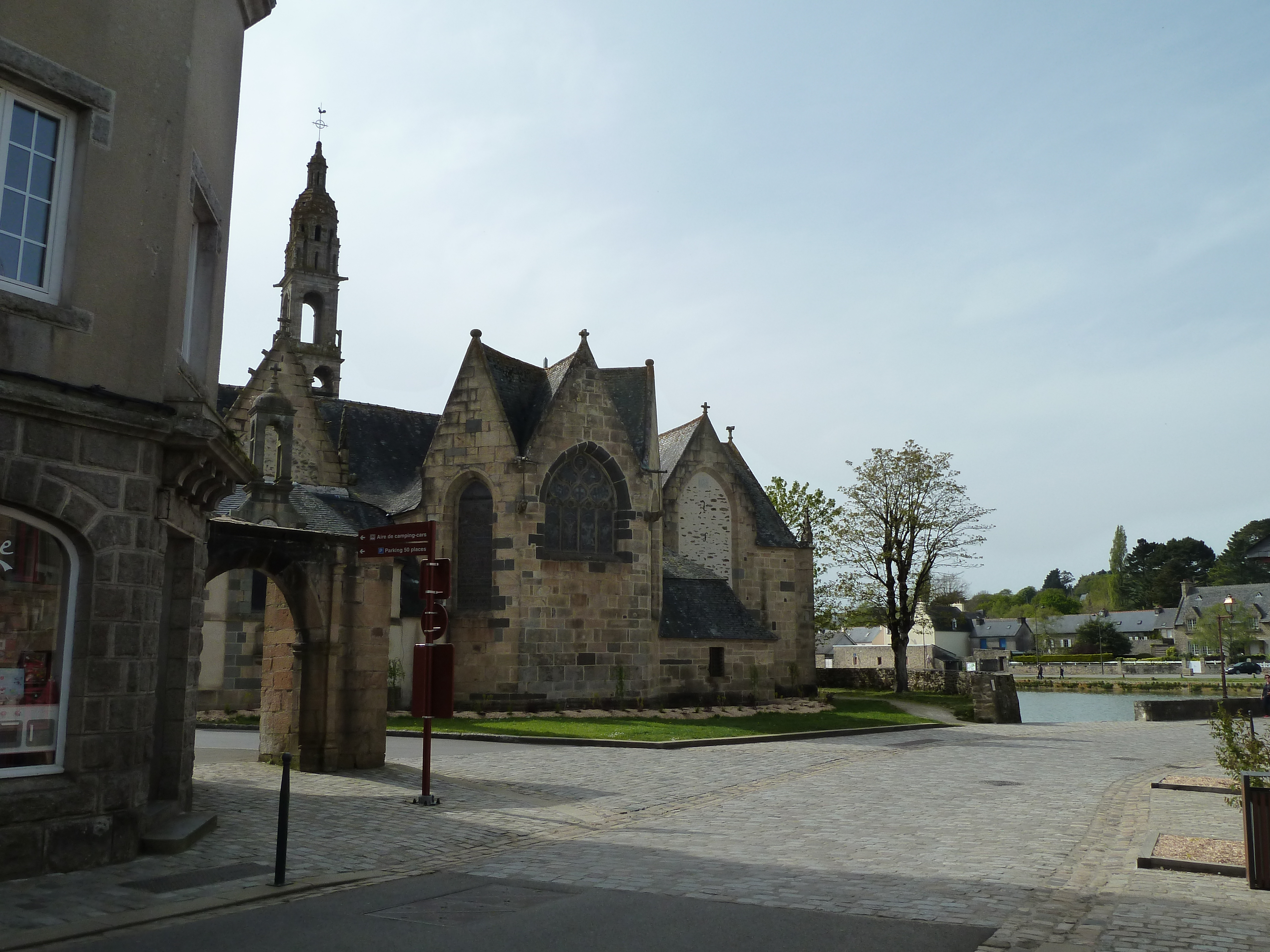
L'église et la porte monumentale.
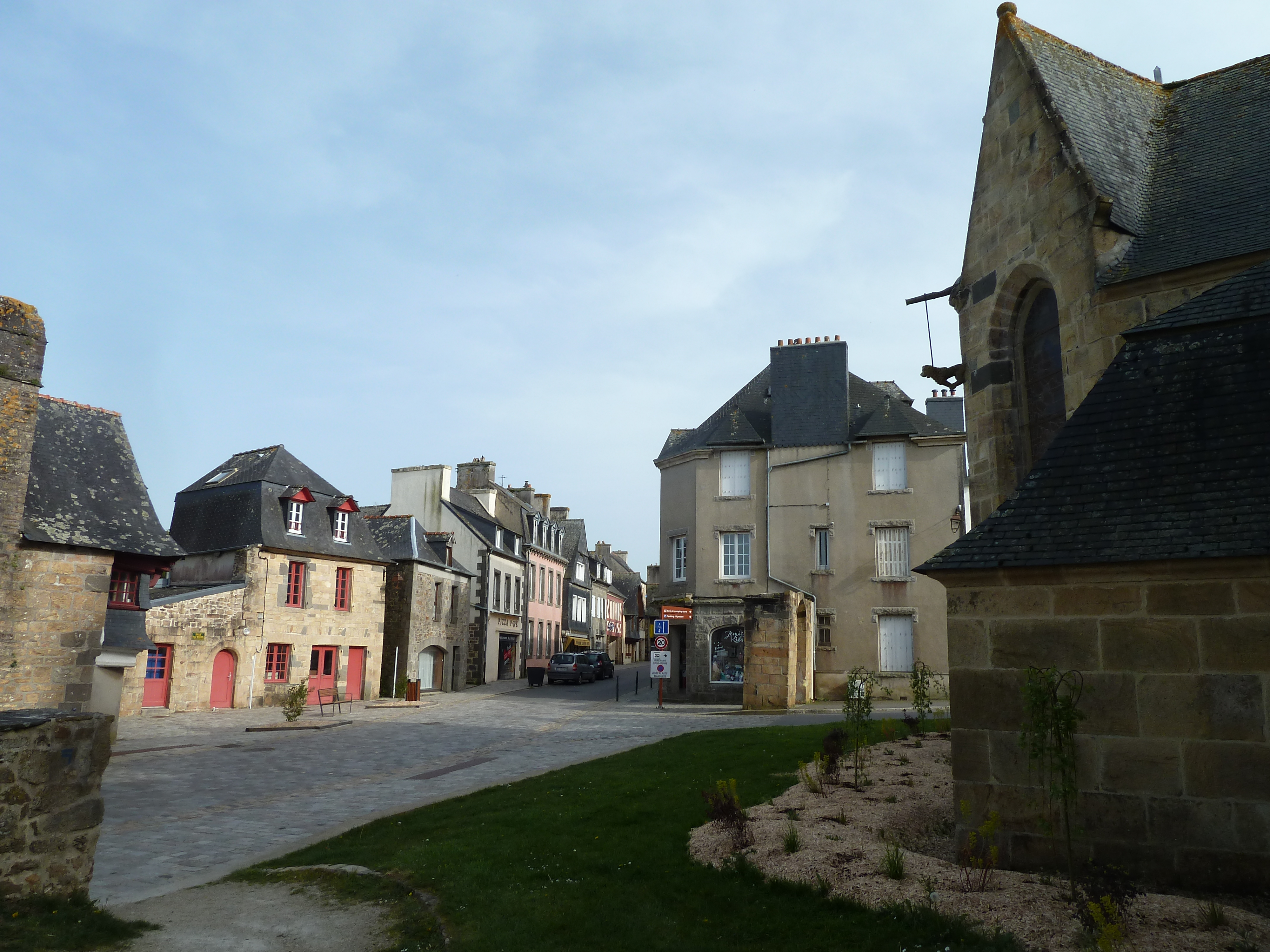
Porte monumentale et chevet de l'église.
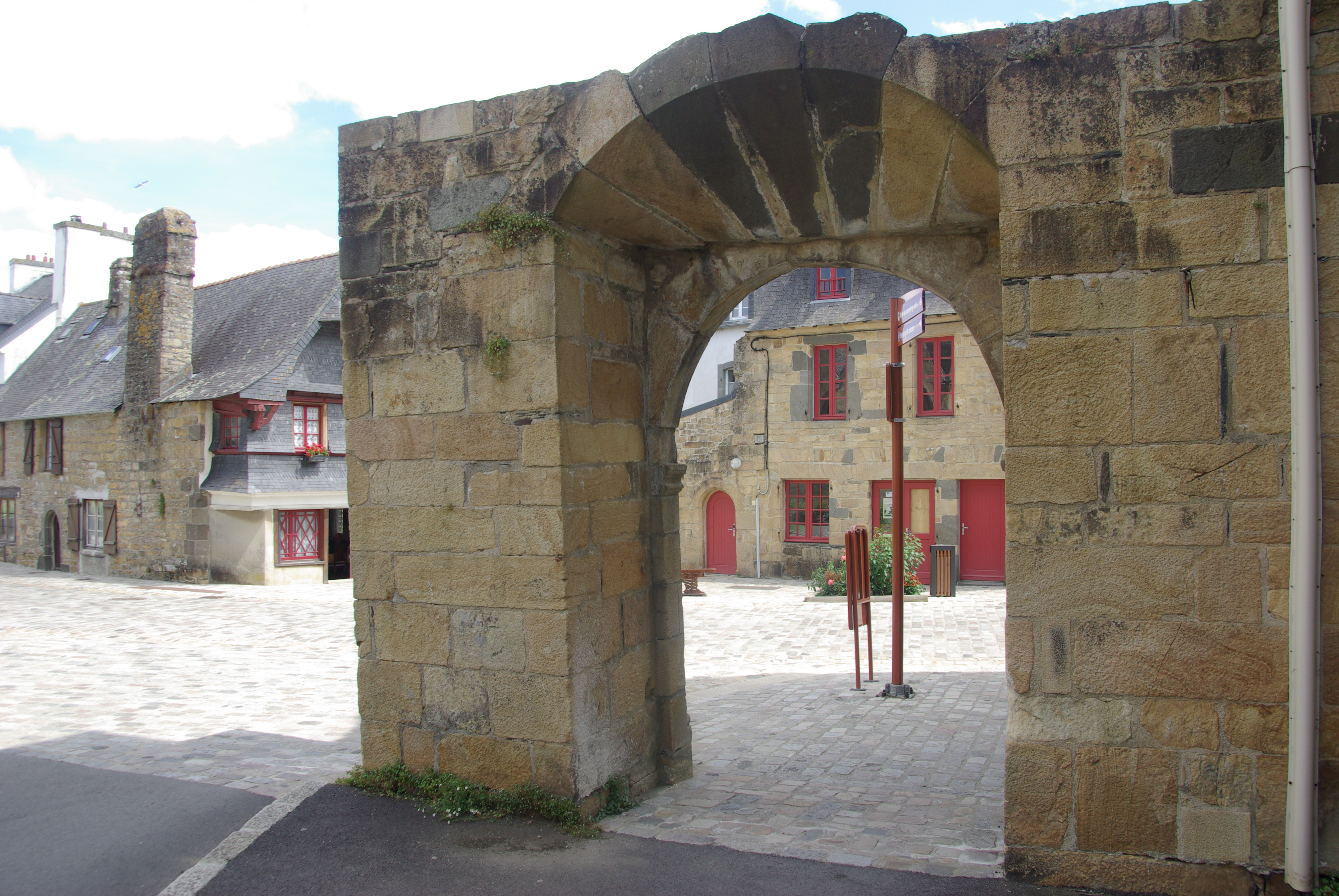
La porte monumentale.
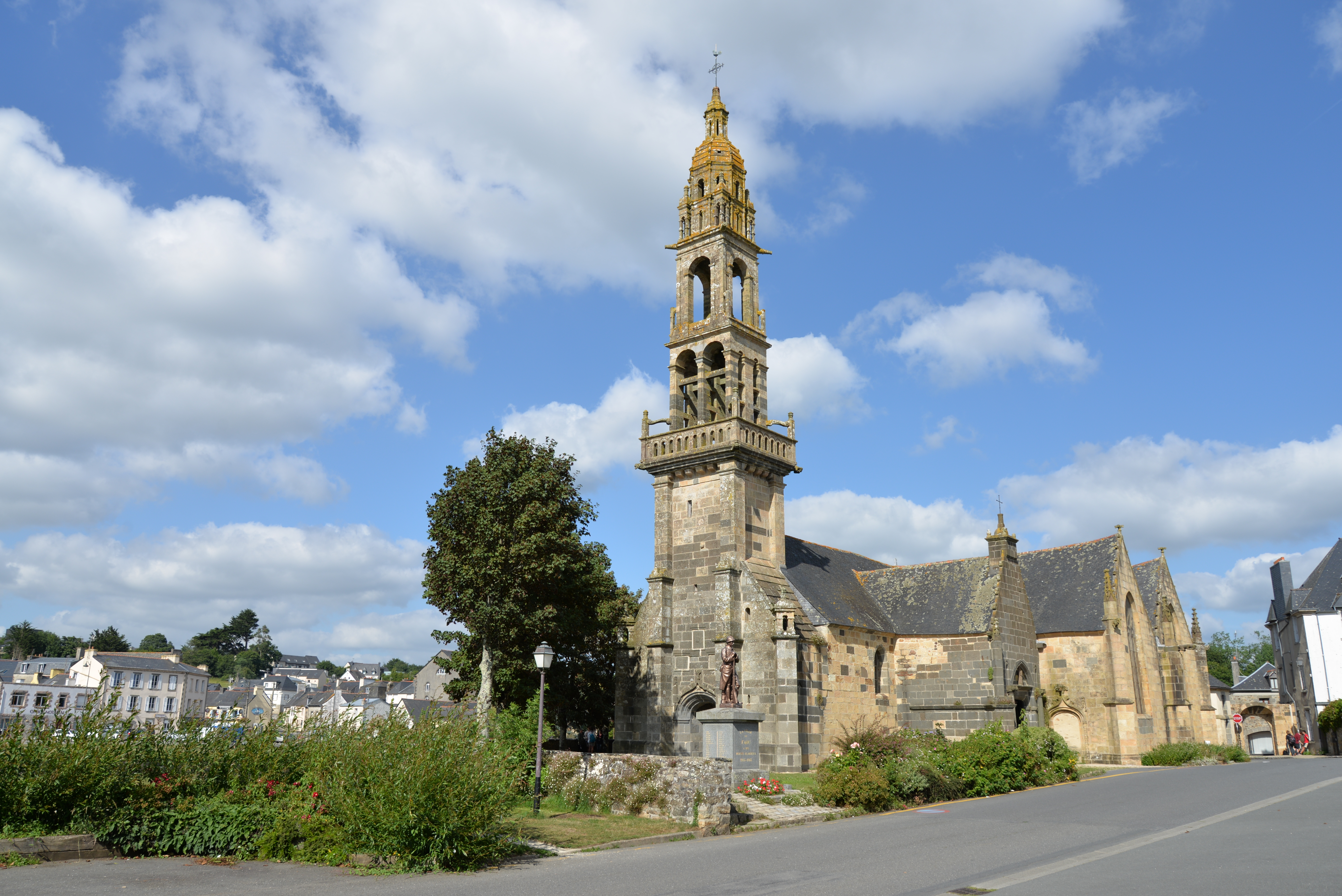
L'église
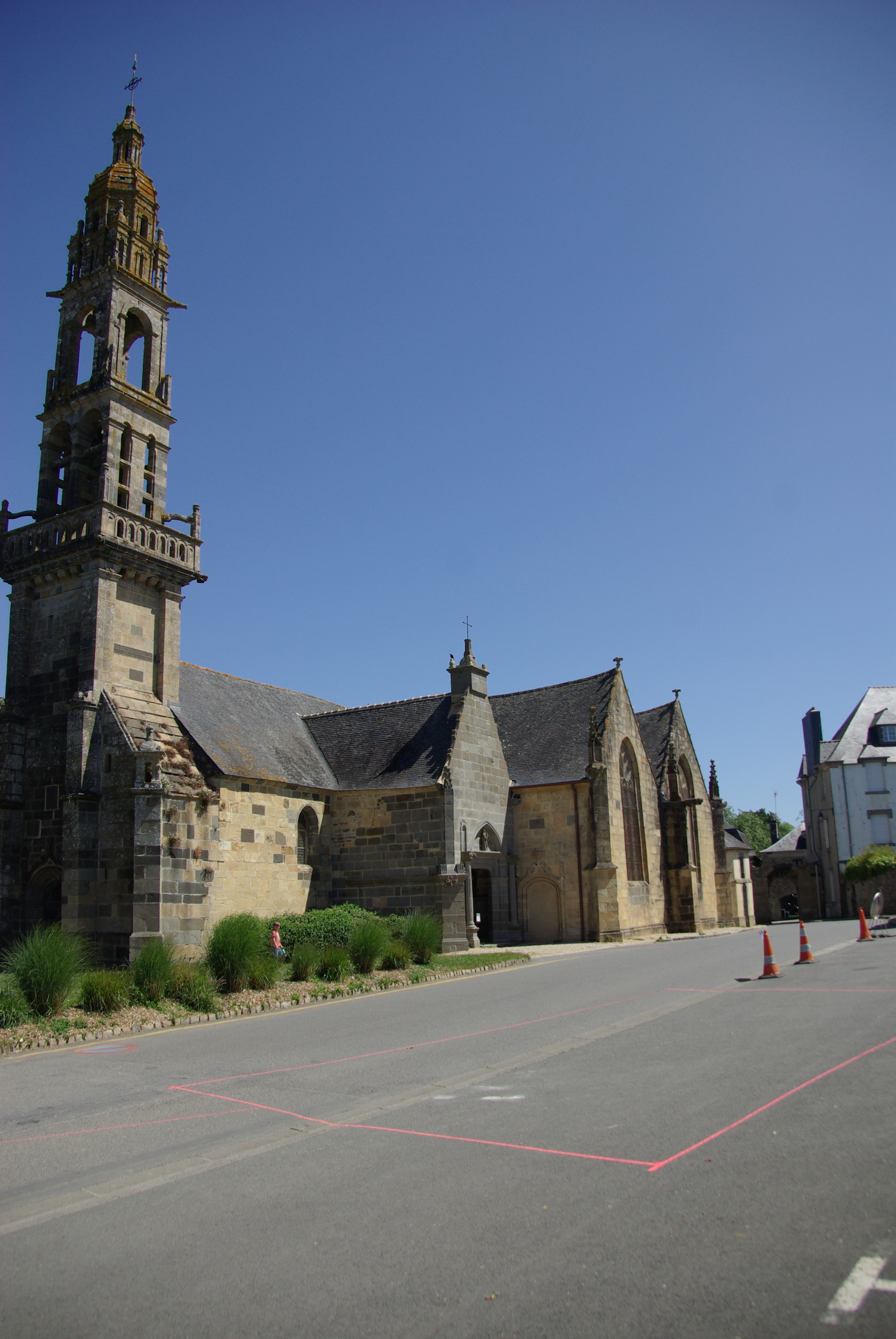
L'église, et représentation au sol de l'emplacement de l'ossuaire et de la clôture[6].
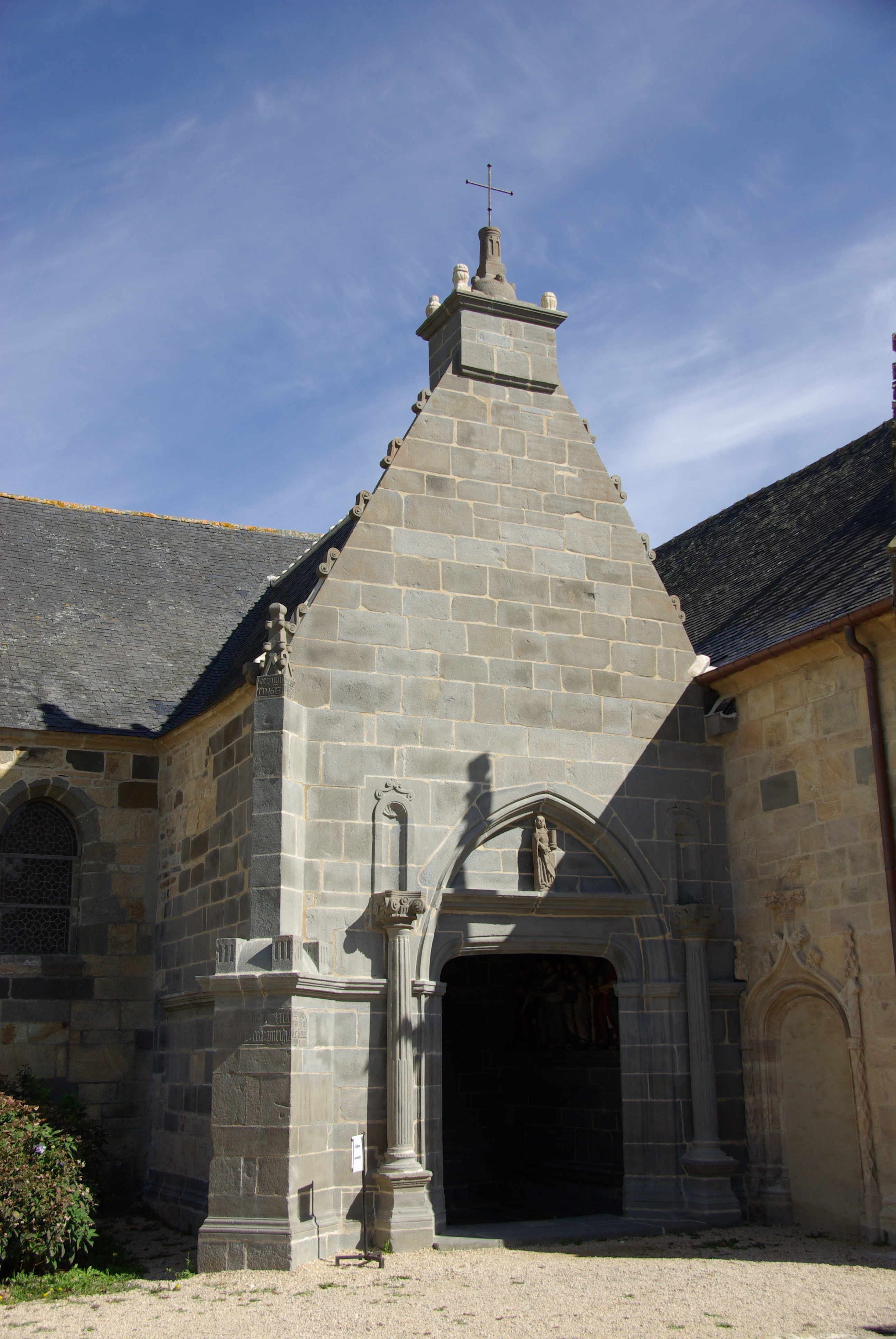
Le porche méridional.
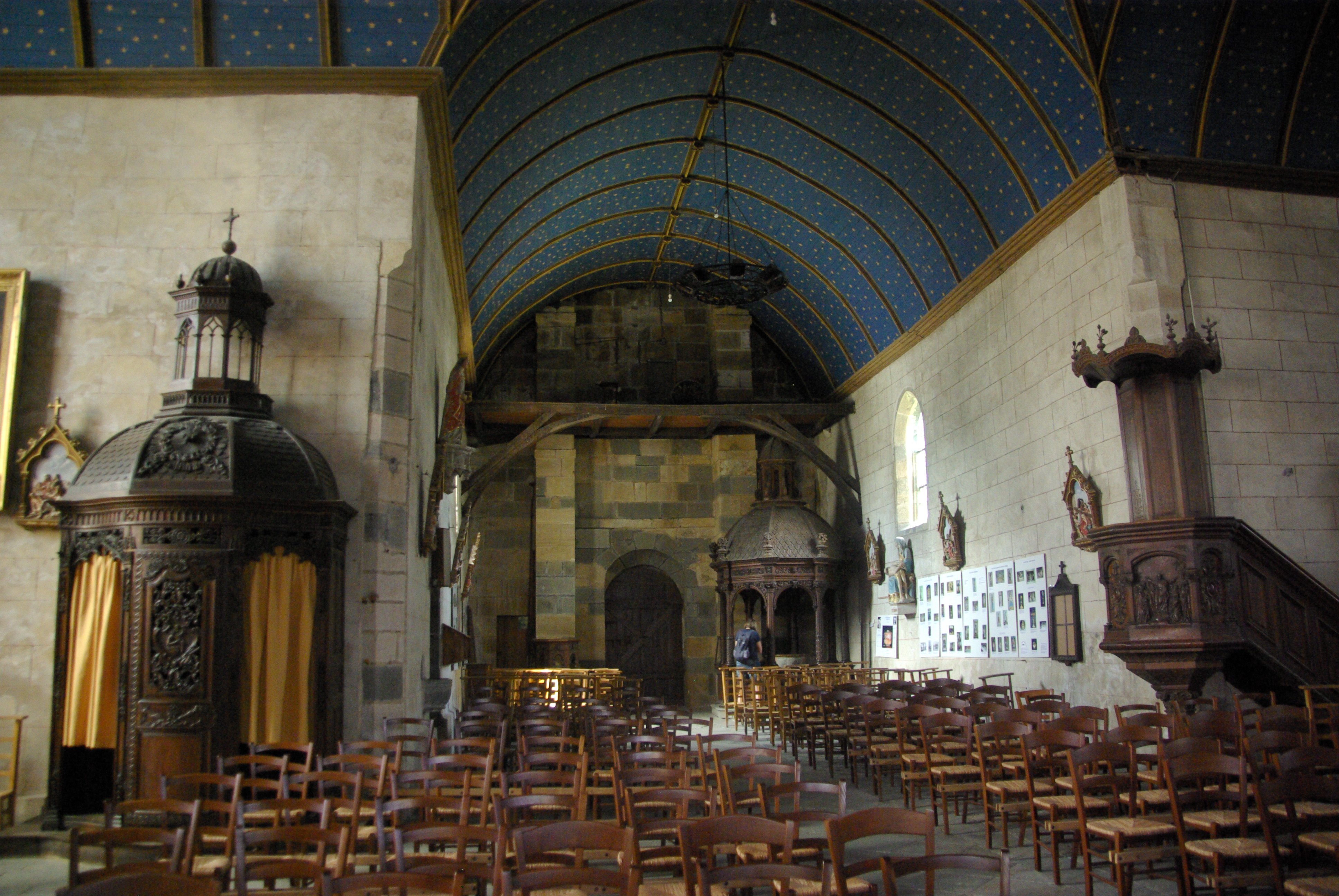
La nef de l'église.
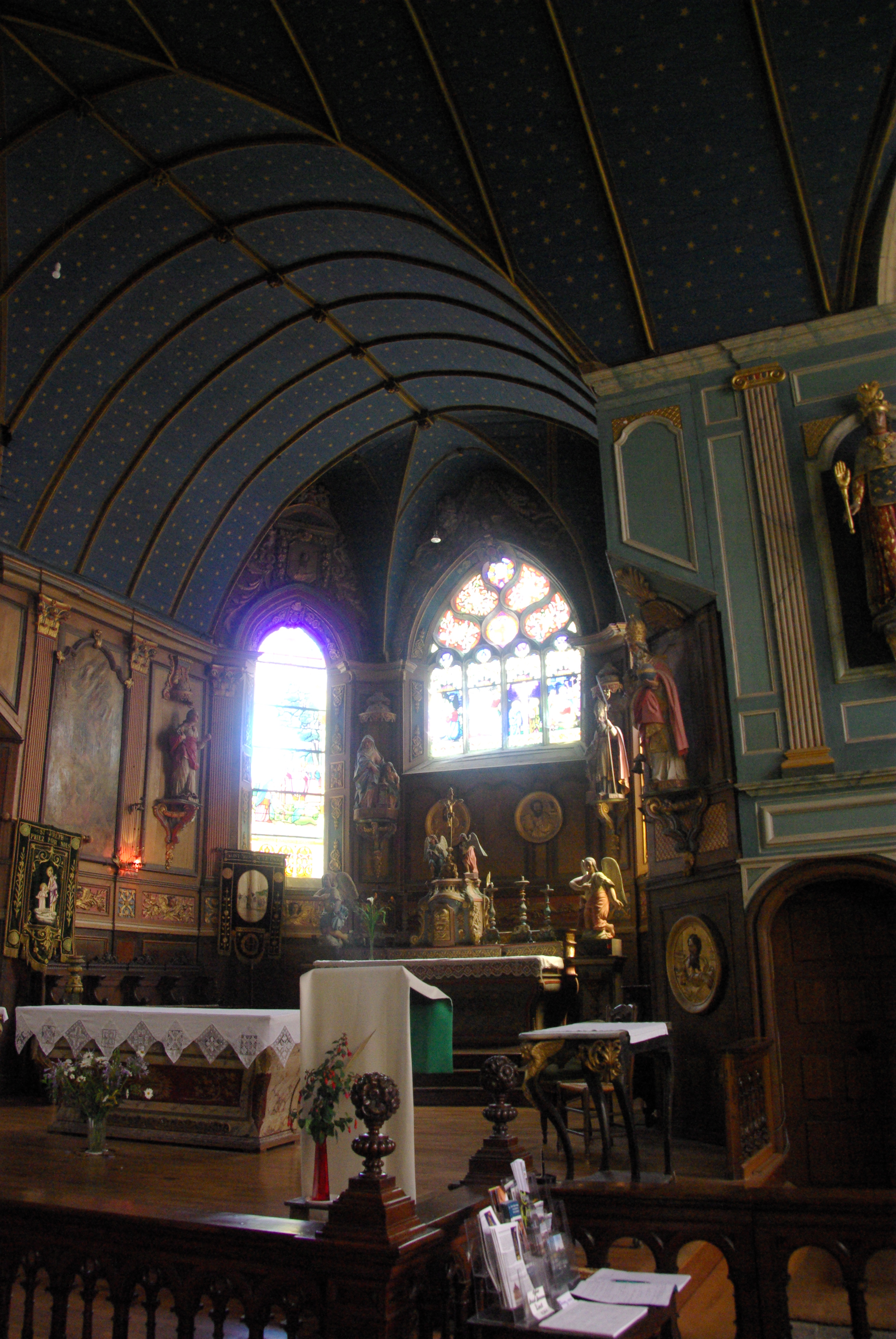
Le chœur de l'église.